# Giovanni Intini
Giovanni Intini (* 28. prosince 1965 Gioia del Colle) je italský římskokatolický duchovní a arcibiskup Brindisi-Ostuni.

## Život
Narodil se 28. prosince 1965 v Gioia del Colle., ale vyrůstal v Noci.
Vstoupil do kněžského semináře a studoval na Papežském regionálním semináři Pia XI. v Molfettě. Kněžské svěcení přijal 29. června 1990 z rukou biskupa Domenica Padovano a byl inkardinován do diecéze Conversano-Monopoli. Stal se farním vikářem katedrály a spirituálem nižšího semináře v Conversano. Od roku 1995 působil jako animátor semináře v Molfettě. O tři roky později se vrátil do Conversana, kde byl jmenován rektorem semináře. Roku 2008 byl ustanoven spirituálem semináře v Molfettě a roku 2014 arciknězem konkatedrály v Monopoli.
Dne 7. prosince 2016 jej papež František jmenoval biskupem Tricarica. Biskupské svěcení přijal 22. února následujícího roku z rukou biskupa Giuseppa Favale a spolusvětiteli byli arcibiskup Giuseppe Pinto a biskup Domenico Padovano. Tento úřad zastával do 9. prosince 2022, kdy byl ustanoven arcibiskupem Brindisi-Ostuni.